# Frații Petreuș

Trupa „Fraţii Petreuș” în 2007.

Frații Petreuș (Ștefan și Ion) au fost doi din cei patru frați ai familiei Petreuș (Ștefan, Ion, Ioana și Pătru), cântăreți de muzică tradițională românească, renumiți pentru cântecele din zona Maramureșului, de pe Valea Izei. S-au făcut remarcați prin numeroasele înregistrări instrumentale și vocale pe care le-au realizat și prin materialele discografice pe care le-au elaborat.
Ion Petreuș (n. 25 august 1945, Glod, Maramureș - d. 22 iunie 2002) a urmat studiile Școlii generale din Glod, Maramureș și a Școlii Populare de Artă din Baia Mare. Încă de mic copil, a învățat să cânte la fluier, apoi din vioară și din „zongoră”, cum e numită în partea locului chitara obișnuită. În adolescență a început să cânte, împreună cu fratele său Ștefan, la căminul cultural, câștigând și câteva concursuri de amatori. Ion Petreuș a decedat, pe 22 iunie 2002, în urma unui accident petrecut în curtea casei, când s-a lovit la cap și a murit apoi la secția Neurochirugie a Spitalului Județean Maramureș.
Ștefan Petreuș (n. 3 martie 1940, Glod, Maramureș - d. 25 iunie 2022) era cu patru ani mai mare decât fratele său. Harul muzical l-a moștenit de la tatăl lor, Pătru Petreuș-Codrea, „ceteraș” și constructor de viori. Tâmplar de ocazie, s-a trezit că poate fi și lutier. Ștefan Petreuș a început să cânte din vioară din fragedă copilărie. Nici nu împlinise bine 6 ani și zicea vreo 2-3 melodii. Ca să nu „scârție atâta”, cum îl dojeneau cei mari, cânta mai ales când era singur. Lua cetera din cui, și așezat pe un scăunaș, la lumina focului, cânta.
În 1966 s-a angajat în orchestra de muzică populară a Ansamblului „Maramureșul” din Baia Mare, iar în anul următor, 1967, s-a angajat și fratele său, Ion.
Cu vestitul ansamblu băimărean, dar și cu alte formații artistice profesioniste și de amatori, frații Ion și Ștefan Petreuș, au cântat în numeroase localități din țară și din alte țări (Bulgaria, Iugoslavia, Belgia, Olanda, Egipt, Sudan, Italia, Moldova, China etc.).
Au debutat în radio și în televiziune în anul 1968, iar primul disc l-au înregistrat în 1969-1970.

## Discografie
- Așa beau oamenii buni (2001)
- Întâlnire cu România: Maramureș (I,II)
- Mărie, oșanca me
- Mândruță de pă Mara
- Cât ii Gutinu de sus
- Jocuri populare românești: Oaș, Maramureș, Lăpuș
- Nunta la români: Maramureș
- Asta-i hore bătrânească

## Filmografie
- Muntele ascuns (1975)